# جورج كامبل (لاعب اللاكروس)
جورج كامبل (بالإنجليزية: George Campbell)‏ (و. 1878 – 1972 م) هو لاعب اللاكروس كندي، ولد في أورنجفيل، أونتاريو، شارك في الألعاب الأولمبية الصيفية 1908، توفي في أورنجفيل، أونتاريو، عن عمر يناهز 94 عاماً.

## روابط خارجية
- جورج كامبل على موقع أوليمبيديا (الإنجليزية)